# Kord (mitragliatrice)
La Kord è una mitragliatrice pesante russa entrata in servizio nel 1998 per sostituire la precedente NSV. Esteticamente le due mitragliatrici sono molto simili, ma i meccanismi interni presentano notevoli differenze: nell'NSV l'otturatore si sposta sul piano orizzontale mentre nella Kord è stato sostituito con un otturatore che ruota intorno ad un asse orizzontale parallelo alla canna. Inoltre il sistema a gas è stato cambiato ed il freno di bocca riprogettato. Queste modifiche diminuiscono il rinculo della Kord rispetto alla NSV, e ne aumentano la precisione nelle raffiche prolungate.

## Sviluppo
L'assenza di una mitragliatrice pesante propria della Federazione Russa ha portato allo sviluppo della Kord. Prima del crollo dell'URSS l'HMG principale era l'NSV, detta anche "Utes" o "Utjos" (утёс cioè "uno scoglio solitario" in russo, nome dato durante lo sviluppo). Il centro di produzione principale dell'NSV era localizzato nell'attuale Kazakistan.
All'azienda Degtyarev fu assegnato il compito di sviluppare e produrre una versione aggiornata dell'NSV (camerata per la 12,7 × 108 mm), che potesse essere usata per il ruolo di supporto fanteria, in configurazione antiaerea e montata su veicoli.
L'arma beneficia di nuove tecniche costruttive e di conseguenza risulta decisamente più leggera dei suoi predecessori. Il meccanismo di sparo è particolarmente robusto ma è comunque capace di un maggior rateo di fuoco e di un rinculo minore. Grazie alla nuova canna in lega di alta qualità viene ridotta la distorsione e aumentata sia la gittata in tiro teso che la precisione, principale difetto dei suoi predecessori. Diversamente dalla maggior parte delle altre mitragliatrici pesanti può essere dispiegata con un bipiede, caratteristica non comune tra le mitragliatrici calibro 12,7 mm/.50. La sua relativa leggerezza e il minor rinculo le permettono di essere spostata da un solo uomo, seppur robusto, senza aiuto.

## Varianti
- 6P49: Versione base che può essere montata su veicoli.[1]
- 6P50: Versione base per fanteria .[1]
- 6P50-1: Versione per fanteria dotata di bipiede. Il bipiede provvede un angolo di tiro di +/-15°.[1]
- 6P50-2: Versione dotata di treppiede 6T19.[1]
- 6P50-3: Versione per fanteria dotata di affusto multiuso 6U6. L'eiezione dei bossoli avviene dal lato destro.[1]
- 6P51: Versione coassiale con alimentazione dal lato sinistro ed espulsione dei bossoli in avanti.[1]